# Dicsőségre ítélve
A Dicsőségre ítélve vagy A dicsőség útja (Bound for Glory) egy 1976-ban bemutatott életrajzi film, mely Woody Guthrie folkénekes történetét meséli el. A forgatókönyvet Robert Getchell írta Woody Guthrie azonos című önéletrajzi könyve alapján. A filmet Hal Ashby rendezte. Magyarországon 1980-ban mutatták be. A főbb szerepekben David Carradine, Ronny Cox, Melinda Dillon, Gail Strickland, John Lehne, Ji-Tu Cumbuka és Randy Quaid látható.

## Szereplők
- David Carradine – Woody Guthrie
- Ronny Cox – Ozark Bule
- Melinda Dillon – Mary (Woody felesége) / Memphis Sue
- Gail Strickland – Pauline
- John Lehne – Locke
- Ji-Tu Cumbuka – Slim Snedeger
- Randy Quaid – Luther Johnson
- Broin James – Teherautósofőr

## Díjak, jelölések
- Oscar-díj (1977)
  - díj: legjobb operatőr – Haskell Wexler
  - díj: legjobb zene
  - jelölés: legjobb film
  - jelölés: legjobb adaptált forgatókönyv
  - jelölés: legjobb jelmez
  - jelölés: legjobb vágás
- Cannes-i Nemzetközi Filmfesztivál (1977)
  - jelölés: Arany Pálma – Hal Ashby
- Golden Globe-díj (1977)
  - jelölés: legjobb film (filmdráma)
  - jelölés: legjobb rendező – Hal Ashby
  - jelölés: legjobb férfi főszereplő (filmdráma) – David Carradine
  - jelölés: legjobb első szerep – Melinda Dillon